# Rùm
Rùm (Rùm ve skotské gaelštině, v poangličtělé verzi Rum nebo Rhum, ve staré severštině Rõm-øy) je největší ze skupiny Small Isles (Malých ostrovů) v souostroví Vnitřní Hebridy u západního pobřeží Skotska. Ostrov Rùm leží v Hebridském moři uprostřed spojnice mezi jižním pobřežím ostrova Skye a poloostrovem Ardnamurchan, který je nejzápadnějším výběžkem Skotska.

## Geografie, geologie a ochrana přírody
Ostrov, který se nalézá v severovýchodní části Atlantského oceánu, je vulkanického původu. Ostrovu dominuje pohoří Cuillin of Rùm s nejvyššim vrcholem Askivalem (812 m n. m.). Horský reliéf ostrova byl vymodelován během zalednění v období pleistocénu. Rùm je známým nalezištěm různých druhů minerálů, mezi nimi i vzácných, jako například platiny. Také z geologického a petrografického hlediska oplývá řadou zajímavostí, takže odborníci jej právem mohou nazývat "Aladinovou jeskyní petrografických zázraků". Ostrov Rùm je součástí Geoparku Lochaber, který byl založen v roce 2006 a později byl začleněn do Sítě evropských geoparků a v letech 2007 - 2011 též do Globální sítě geoparků UNESCO. .

### Fauna

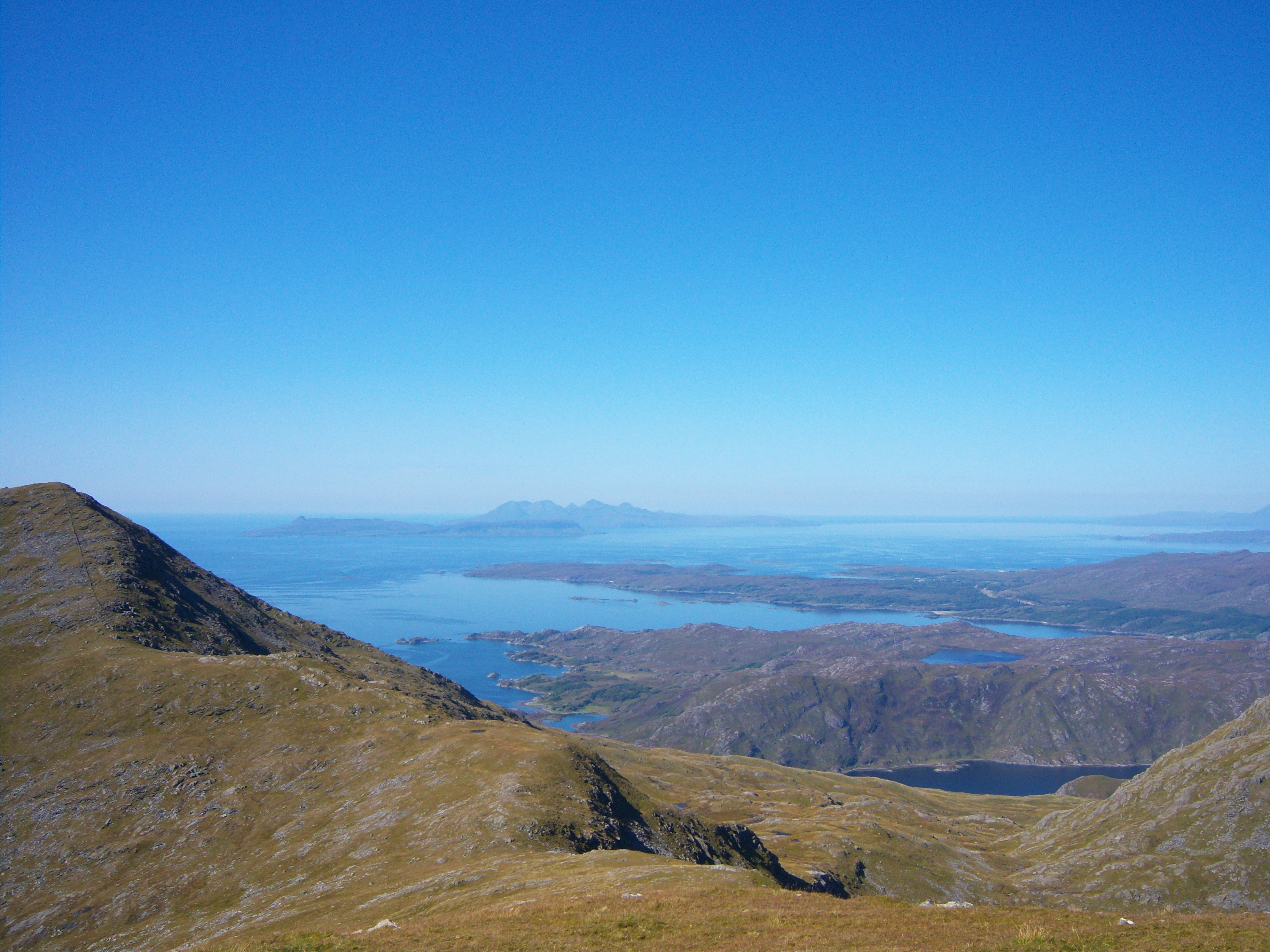
Pohled na ostrovy Eigg a Rùm z Moidartu na západním pobřeží Skotska

Na ostrově a v jeho blízkosti žije řada zajímavých druhů živočichů, jako jsou jeleni (tzv. Red Deer), vydry, tuleni, mořští orli a kajky. Počátkem léta na ostrově hnízdí až 100 000 buřňáků severních. Ještě v 15. století na Rùmu údajně existovali také vlci.
Skotský přírodovědec Robert Furness popsal, že místní jeleni napadají v hnízdech mláďata buřňáka severního a vyjídají jim morek z kostí. Doplňují si tím životně důležité minerální látky, kterých je v chudé pastvě na ostrově nedostatek.

### Přírodní rezervace
V roce 1957 skotský orgán ochrany přírody, tehdejší Nature Conservancy Council (později známý jako Scottish Natural Heritage), zakoupil od vdovy po majiteli panství Georgi Buloughovi za 23 000 liber celý ostrov a proměnil jej v chráněnou přírodní rezervaci.

## Historie

### Prehistorické období
Podle archeologických nálezů byl ostrov obydlen lidskou populací již v 7. tisíciletí př. n. l. a je dokladem jednoho z nejstarších osídlení na území dnešního Skotska. V okolí zámku Kinloch na východním pobřeží se našly pozůstatky tábořiště a ohnišť mezolitických lovců a sběračů z doby kolem let 6600 - 6500 př. n. l. a také zbytky loveckých pastí a doklady o pravěkém rybolovu. Z místního druhu jaspisu - heliotropu - si tito lidé pravděpodobně zhotovovali potřebné nástroje.

### Středověk
Z období, kdy na ostrov přicházeli Keltové a vikingští osadníci z území Skandinávie, se zachovalo jen nepatrné množství archeologických a písemných dokladů. Z období let 600 - 700 n. l. existují doklady o pronikání vlivů raného křesťanství (nálezy křížů v zátoce Cave’s Bay, gaelsky Bagh na h-Uamha). V 7. století v lokalitě Papadil (podle některých zdrojů) žil jako poustevník svatý Beccan z Rumu († 677). Z téže doby pocházejí kamenné sloupy v Kilmory a Bagh na h-Uamha. V letech 833 až 1266 byl ostrov součástí zdejšího normanského panství, poté se ve vlastnictví ostrova střídali představitelé okolních skotských klanů, zejména příslušníci rodu MacLeanů z nedalekého ostrova Coll.

### Novověk a moderní doba
Od 17. století se na Rùmu více rozvíjelo zemědělské hospodářství (pěstování ječmene a brambor, lov ryb, chov dobytka a ovcí, jejichž vlna byla vyvážena do Glasgowa). Na ostrově bylo zřízeno několik loveckých revírů. Stoupal počet obyvatel a jejich aktivity přivedly v 2. polovině 18. století k zániku původní populaci zdejších jelenů (Cervus elaphus). V první polovině 19. století, za hospodaření Lachlana Macleana, byl ostrov proměněn v pastvinu pro 8000 ovcí. Lachlan Maclean však později zkrachoval a ostrov koupil markýz ze Salisbury, který jej opět proměnil v lovecký revír.

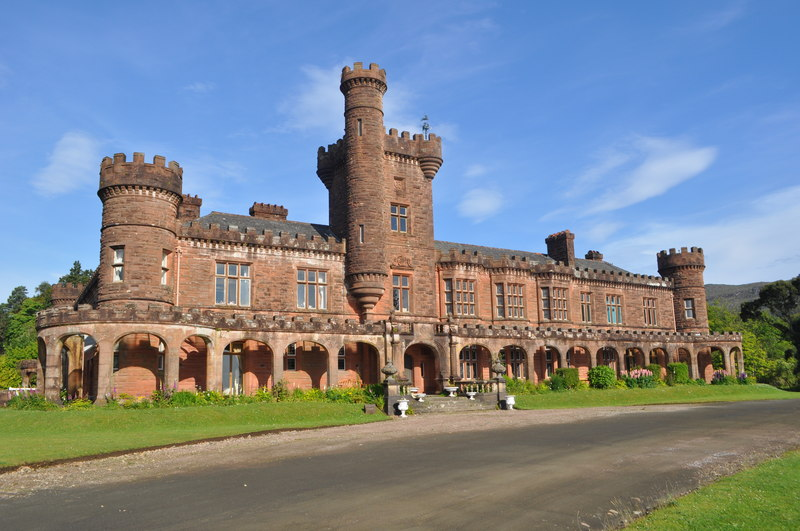
Zámek Kinloch Castle

Po pánech ze Salisbury se vystřídalo několik dalších majitelů ostrova, než v roce 1891 koupil Rùm George Bullough, bohatý průmyslník, producent zemědělských sklízecích strojů z Accringtonu v Lancashireu. To byl počátek změn života na ostrově. V letech 1897 - 1901 George Bullough nechal u zátoky na východním pobřeží Rùmu postavit rozlehlý lovecký zámek Kinloch. Výstavba zámku byla završena v roce 1902 vybudováním vodní elektrárny a zavedením elektřiny, čímž se Rùm stal po Glasgowu v pořadí teprve druhým místem ve Skotsku, disponujícím touto vymožeností. Na ostrově tehdy žilo 60 - 70 lidí, vesměs pasáků ovcí a dalších sloužících a zaměstnanců majitele panství. George Bullough však na zámku pobýval zpravidla jen několik týdnů v roce během lovecké sezóny, kdy sem zval různé vlivné a urozené hosty a zároveň bránil přístupu veřejnosti, díky čemuž Rùm získal na počátku 20. století pověst "zakázaného ostrova". Rezidenci doplňovalo golfové hřiště a hřiště na squash, voliéry s exotickým ptactvem a jezírka, obývaná želvami a krokodýly. Byly zde také skleníky, v nichž se pěstovaly fíkovníky, broskvoně a vinná réva. V době největší slávy  působilo na zámku a v jeho okolí na 100 sloužících, přičemž kolorit dotvářelo 14 zahradnických pomocníků oděných v kilty. Od 20. let 20. století však zájem majitele o ostrov postupně upadal a v roce 1939 Rùm zdědil jeho syn, rovněž nesoucí jméno George Bullough. Po 1. březnu 1957, kdy lady Monica Bullough prodala Rùm organizaci Nature Conservancy Council, byla již o pouhý měsíc později - 4. dubna 1957 - na ostrově vyhlášena přírodní rezervace a veškerá hospodářská a zemědělská činnost zde byla utlumena. V průběhu posledních 40 let 20. století, od roku 1961 do roku 2001, klesl počet obyvatel ostrova ze 40 na 22.

## Zajímavost
Přejmenování ostrova v poangličtělé podobě na Rhum, které bylo používáno prakticky po celé 20. století, prosadil majitel tohoto ostrova baronet sir George Bullough (1870 - 1939), kterému se nezamlouvalo, že by měl být titulován jako Laird of Rum, čili doslova "pán z rumu" (pozn.: "laird" byl ve Skotsku titul pro majitele velkého panství, odpovídající anglickému titulu "esquire").